# Arnošt Drcmánek
Arnošt Drcmánek (3 de març de 1973) va ser un ciclista txec que s'especialitzà en la pista. Va guanyar uns medalla de bronze als Campionats del Món de tàndem fent parella amb Lubomír Hargaš.